# جيف هولي
جيف هولي (بالإنجليزية: Jeff Holly)‏ هو لاعب كرة قاعدة أمريكي، ولد في 1 مارس 1953 في سان بدروس ‏ في الولايات المتحدة.

## وصلات خارجية
- جيف هولي على موقعبيزبول رفرنس.كوم (الدوري الرئيسي) (الإنجليزية)
- جيف هولي على موقعبيزبول رفرنس.كوم (الدوري الثانوي) (الإنجليزية)
- جيف هولي على موقع مشجعي الرسوم البيانية (الإنجليزية)